# Таблица Головина

Таблица Сивцева (слева) и таблица Головина (справа)

Таблица Головина — распространенная оптометрическая таблица, применяемая для проверки остроты зрения. Разработана советским офтальмологом Сергеем Селивановичем Головиным. В СССР и в современной России и других пост-советских странах, где активно используется русский язык, как правило, размещается совместно с таблицей Сивцева. Обычно используется вместо таблицы Сивцева в двух случаях — либо когда врач предполагает, что пациент выучил таблицу Сивцева наизусть, либо для пациентов, не знающих русский алфавит.

## Описание
В этой таблице содержатся строки колец Ландольта (всего 12 строк), размер которых уменьшается от строки к строке в направлении сверху вниз. Слева каждой строки указано расстояние {\displaystyle D} (в метрах), с которого их должен видеть человек с нормальным зрением (50,0 метров для верхнего ряда; 2,5 метра — для нижнего). Справа каждой строки указана величина {\displaystyle V} (в условных единицах) — это острота зрения при чтении знаков с расстояния 5 метров (0,1 если глаз видит только верхний ряд; 2,0 — если виден нижний ряд). Нормальное зрение (1,0) — когда человек видит каждым глазом с расстояния 5 метров десятую строку.
Чтобы вычислить размер колец на определенной строке (с погрешностью примерно 1 миллиметр), надо 7 миллиметров поделить на величину {\displaystyle V} (значение на этой строке). Так, размер колец на верхней строке ({\displaystyle V=0,1}) будет 70 миллиметров; на нижней ({\displaystyle V=2,0}) — размером 3,5 миллиметра.
При исследовании остроты зрения с другого расстояния (меньше 0,1 — если человек с 5 метров не распознает знаки верхнего ряда), проверяемого приближают к таблице и через каждые 0,5 метра спрашивают, пока он не назовет правильно знаки верхнего ряда. Величина рассчитывается по формуле:
{\displaystyle V={\frac {d}{D}}}, где
- {\displaystyle V} — острота зрения;
- {\displaystyle d} — расстояние, с которого проводится исследование;
- {\displaystyle D} — расстояние, на котором нормальный глаз видит данный ряд.

При эмметропии точка ясного видения находится как бы в бесконечности. Для человеческого глаза бесконечность начинается на расстоянии 5 метров: при расположении предмета не ближе 5 метров на сетчатке глаза с эмметропией собираются параллельные лучи. Именно поэтому проверку остроты зрения осуществляют с такого расстояния.